# گوبی‌قیف‌دندانان
گوبی‌قیف‌دندانان (نام علمی: Gobiconodontidae) نام یک تیره از رده پستانداران است.